# Scorpaena sumptuosa
Scorpaena sumptuosa är en fiskart som beskrevs av Castelnau, 1875. Scorpaena sumptuosa ingår i släktet Scorpaena och familjen Scorpaenidae. Inga underarter finns listade i Catalogue of Life.